# Головинчин, Михаил Александрович
Михаил Александрович Головинчин (14 ноября 1895, Гатчина, Санкт-Петербургская губерния — 1957) — советский военачальник, участник Великой Отечественной войны. Генерал-майор (20.12.1943).

## Биография
Михаил Головинчин родился в историческом районе города Гатчина Мариенбурге в семье служащего — «фельдшера из военных кантонистов» (формулировка автобиографии). Кроме Михаила в семье ещё один сын и две дочери. Окончив шесть классов Гатчинского реального училища в 1911 году, Михаил уже через год поступил вольноопределяющимся в 92-й Печорский пехотный полк, в котором продолжал службу вплоть до 1914 года. В указанном году поступил в 1-ю Ораниенбаумскую школу прапорщиков и по её окончании в 1915 году был направлен в 4-й стрелковый Сибирский полк действующей армии командиром взвода. В 1917 году был назначен командиром роты и в этом же году окончил Курсы командиров рот Западного фронта. Дослужился до чина штабс-капитана. О полученных им наградах и ранениях на фронтах Первой мировой войны ничего неизвестно.
В январе 1918 года Михаил Головинчин вступил в ряды Красной Армии в Особый отдел Военного контроля и начал службу военным контролёром при Главном телеграфе. С октября 1918 по август 1919 года пребывал в Петроградском городском отделе Всеобуча, пройдя путь от делопроизводителя до заведующего отделом 1-го городского района Петрограда. С августа 1919 по сентябрь 1920 года проходил службу в 169-м стрелковом полку ЛВО на должностях, последовательно, командира батальона и адъютанта полка. Участвовал в сражениях на Ленинградском участке Гражданской войны — Псков-Нарва-Ямбург, а также на Западном фронте против поляков. В сентябре 1920 года был переведён в 54-й стрелковый полк 6-й стрелковой дивизии на должность помощника командира полка, в котором прослужил до февраля 1922 года.
В феврале 1922 года Михаил Головинчин был назначен командиром батальона курсантов на Объединённых командных курсах в Полоцке. В сентябре того же года — слушатель Военно-педагогической Академии РКАА в Петрограде. После её окончания в 1923 году был направлен для дальнейшей службы в 84-ю стрелковую дивизию, расквартированную в Туле, на должность помощника командира 250-го стрелкового полка, при этом почти целый год, с января по ноябрь 1924 года, временно исполнял должность командира полка. В полку прослужил до ноября 1926 года и затем был назначен начальником вневойсковой подготовки территориального округа 84-й стрелковой дивизии. На этой должности пробыл недолго и уже в феврале следующего года был назначен помощником командира по строевой части 56-го стрелкового полка МВО. Согласно послужному списку в мае 1930 года он руководитель тактики в Ленинградской Технической Академии имени Дзержинского, а с октября того же года вновь помощник командира по строевой части 56-го стрелкового полка МВО. С чем было связано его возвращение на прежнюю должность неизвестно.
С сентября 1932 по март 1935 года М. А. Головинчин проходил службу в Тульской оружейно-технической школе (ТОТШ) в должности командира курсантского батальона. В указанное время в ТОТШ существовал один батальон. Второй и третий появятся значительно позже, к 1940-м годам. В 1932 году начальник и военный комиссар ТОТШ бригадный А. Н. Ильинский в аттестации на М. А. Головинчина указывал следующее:

«За время командования батальоном курсантов Тульской оружейно-технической школы сумел добиться повышения результатов в боевой подготовке курсантов. В выучке подчинённого комсостава также есть улучшение, слабее успехи в стрелковой и строевой подготовке курсантов и командиров. Лично обладает достаточной силой воли, опрятен, культурен, являясь примером для подчинённых. К подчинённым требователен. Политически грамотный, в текущих событиях ориентируется правильно. Должности командира батальона школы вполне соответствует».
— Российский государственный военный архив. Личное дело М. А. Головинчина. Ф. 37976, оп. 2, д. 52.
Характеристика достаточно лестная и любезная. Однако уже в следующей аттестации, написанной в 1934 году А. Н. Ильинский отзывается о М. А. Головинчине несколько в другом ключе:

«Над собой работает, дисциплинирован. Вместе с этим в работе недостаточно поворотлив, проявляет медлительность, не всегда доводит дело до конца и не всегда умеет организовать работу подчинённых и проявить в полной мере требовательность. В марксистско-ленинской работе идёт хорошо. Своей работой в школе неудовлетворён и высказывает стремление переменить работу; имеет тяготение к штабной работе — Перевести на преподавательскую работу по той же категории».
— Российский государственный военный архив. Личное дело М. А. Головинчина. Ф. 37976, оп. 2, д. 52.
С марта 1935 по август 1939 года М. А. Головинчин пребывал в Ленинградской пехотной школе (в 1937 году школа будет переименована в Ленинградское пехотное Краснознамённое училище имени Склянского, а в 1938 году училищу будет присвоено имя С. М. Кирова) в должностях: руководитель тактики, старший преподаватель тактики, начальник тактического цикла училища. Одновременно со службой в училище заочно окончил Военную академию имени Фрунзе. В послужном списке отмечается факт приёма М. А. Головинчиным нового текста военной присяги 23 февраля 1939 года. С августа 1939 по сентябрь 1941 года он проходил службу в должности начальника оперативного отделения 88-й стрелковой дивизии.
Вся деятельность М. А. Головинчина в годы Великой Отечественной войны была связана со штабной работой. С сентября 1941 по июль 1942 года он был начальником штаба 52-й стрелковой дивизии (в январе 1942 года он была переименована в 10-ю гвардейскую стрелковую дивизию) Карельского фронта. На Карельском фронте он пробудет вплоть до января 1945 года, последовательно исполняя различные штабные должности — от заместителя начальника оперативного отдела штаба фронта до исполняющего должность начальника штаба 26-й армии фронта. Постановлением СНК СССР от С 1942 года вместе с ним на фронте находилась его младшая дочь Зоя, — старший сержант, оператор на узле связи штаба Карельского фронта. Чуть позже прибыла и его жена Лидия Яковлевна, которая работала в батальоне охраны штаба Карельского фронта. С 1 января 1945 года М. А. Головинчин находился в резерве отдела кадров 3-го Украинского фронта. При этом 10 марта 1945 года он был утверждён в должности начальника штаба 26-й армии и в этот же день отстранён от неё «по несоответствии». Так было записано в послужном списке. Впрочем, уже 14 марта того же года он был назначен заместителем начальника оперативного управления штаба 3-го Украинского фронта. Великую Отечественную войну закончил в должности старшего инспектора Инспекции пехоты Красной Армии и далее исполнял должность старшего инспектора Инспекции стрелковых войск Главной инспекции Сухопутных войск.
С марта 1947 по июнь 1951 года был откомандирован в Военную академию имени Фрунзе, где занимался преподавательской деятельностью. Одновременно с пребыванием в академии состоял редактором отдела «Военное обучение и воинское воспитание» в редакции общевойскового журнала «Военный вестник».
М. А. Головинчин, как гласила запись в послужном списке, «был уволен из кадров Советской Армии в отставку по болезни с правом ношения военной формы одежды с особыми отличительными знаками на погонах 25 июня 1951 года».

## Награды
- Орден Ленина (21.02.1945)
- Три ордена Красного Знамени (22.02.1943; 03.02.1944; 24.06.1948)
- Медаль «За оборону Советского Заполярья»
- Медаль «За взятие Вены»
- Медаль «За Победу над Германией в Великой Отечественной войне 1941—1945 гг.»
- Медаль «За победу над Японией»
- Ряд других медалей СССР